# Вьери, Кристиан
Кри́стиан Вье́ри (итал. Christian Vieri; род. 12 июля 1973, Болонья) — итальянский футболист, нападающий. Известен по выступлениям за «Ювентус», «Атлетико», «Лацио» и «Интер». Игрок сборной Италии.

## Биография

### Клубная
Вьери поздно стал заниматься футболом — в 13 лет, карьеру начинал в Австралии, где в то время выступал его отец Роберто Вьери, который также был профессиональным футболистом. Затем Вьери вернулся в Италию, где сменил несколько футбольных школ, прежде чем оказаться в академии «Торино».
Туринский клуб стал первой командой в профессиональной карьере Вьери. В 1993 году он стал обладателем Кубка Италии, но закрепиться в составе команды не сумел. В следующие четыре года он выступал за ряд итальянских команд, но не сумел стать игроком основы. Это объясняется тем, что футболист поздно оказался в профессиональном спорте и не имел даже базовых навыков. В эти же годы проявились и сильные качества молодого футболиста: умение зацепиться за мяч и игра головой.
В 1996 году Вьери перешёл в «Ювентус», где стал дублёром основных нападающих команды Алессандро Дель Пьеро и Алена Бокшича. За сезон он забил 15 голов во всех турнирах, помог команде вернуть чемпионский титул и выйти в финал Лиги чемпионов, «Ювентус» уступил дортмундской «Боруссии».
Летом 1997 года Вьери перешёл в «Атлетико», стоимость трансфера составила 20 млн евро. Забив 24 гола он стал лучшим бомбардиром чемпионата Испании, помог клубу получить право сыграть в Кубке УЕФА.
Следующим клубом в его карьере стал «Лацио». В 1999 году Вьери помог команде выиграть последний в истории розыгрыш Кубка обладателей кубков, забив один из голов в финальном матче против «Мальорки». По итогам сезона он был признан футболистом года в Италии. Всего за сезон Вьери забил 15 голов.
Летом 1999 года Вьери перешёл в «Интер», заплативший 48,5 млн евро. Он стал самым дорогим на тот момент футболистом мира. В «Интере» он выступал на протяжении шести сезонов. Первоначально он составил тандем с бразильцем Роналдо, однако того часто преследовали травмы, а в 2002 году он покинул команду. Вьери стал главной ударной силой команды на следующие несколько сезонов. В 2002 году он был признан футболистом года в Италии, а в 2003 году с 24 голами стал лучшим бомбардиром Серии А. Всего за «Интер» Вьери забил 123 гола и вошёл в десятку лучших бомбардиров клуба, однако единственным трофеем, выигранным в эти годы, стал Кубок Италии в 2005 году.
В 2005 году он в качестве свободного агента перешёл в «Милан», однако за четырнадцать матчей смог забить лишь два гола, а в скором времени вступил в конфликт с руководством клуба и был вынужден покинуть его уже в зимнее трансферное окно.
Последние годы карьеры Кристиан провёл в «Аталанте» и «Фиорентине», однако вернуться на высокий уровень не сумел и в 2009 году принял решение завершить игровую карьеру. В июле 2016 года Вьери заявил о возможном возобновлении карьеры игрока, однако этого не произошло.

### Международная
Вьери выступал в составе молодёжной и олимпийской сборных Италии. С молодёжной сборной нападающий выиграл два молодёжных чемпионата Европы в 1994 и 1996 годах.
29 марта 1997 года Кристиан дебютировал в составе сборной Италии в матче со сборной Молдовы. Через год Вьери вошёл в состав сборной на чемпионате мира во Франции, где был основным форвардом команды. Он отличился во всех матчах группового этапа, забил единственный гол в матче 1/8 финала с Норвегией и забил в серии пенальти со сборной Франции в четвертьфинале. По итогам турнира нападающий получил «серебряный мяч», на один гол отстав от Давора Шукера.
Чемпионат Европы 2000 года Вьери пропустил из-за травмы. На чемпионате мира 2002 года он был главной ударной силой команды. В четырёх матчах он забил четыре мяча. Последним турниром в составе сборной для Вьери стал чемпионат Европы 2004 года, на котором он забить не смог.

## Статистика

### Клубная
| Выступление      | Выступление      | Выступление      | Чемпионат | Чемпионат | Кубки | Кубки | Еврокубки | Еврокубки | Прочие | Прочие | Итого | Итого |
| Клуб             | Лига             | Сезон            | Игры      | Голы      | Игры  | Голы  | Игры      | Голы      | Игры   | Голы   | Игры  | Голы  |
| ---------------- | ---------------- | ---------------- | --------- | --------- | ----- | ----- | --------- | --------- | ------ | ------ | ----- | ----- |
| Торино           | Серия A          | 1991/92          | 6         | 1         | 1     | 1     | 0         | 0         | 0      | 0      | 7     | 2     |
| Торино           | Серия A          | 1992/93          | 1         | 0         | 1     | 0     | 0         | 0         | 0      | 0      | 2     | 0     |
| Торино           | Итого            | Итого            | 7         | 1         | 2     | 1     | 0         | 0         | 0      | 0      | 9     | 2     |
| Пиза             | Серия B          | 1992/93          | 18        | 2         | 0     | 0     | 0         | 0         | 0      | 0      | 18    | 2     |
| Пиза             | Итого            | Итого            | 18        | 2         | 0     | 0     | 0         | 0         | 0      | 0      | 18    | 2     |
| Равенна          | Серия B          | 1993/94          | 32        | 12        | 1     | 0     | 0         | 0         | 0      | 0      | 33    | 12    |
| Равенна          | Итого            | Итого            | 32        | 12        | 1     | 0     | 0         | 0         | 0      | 0      | 33    | 12    |
| Венеция          | Серия B          | 1994/95          | 29        | 11        | 0     | 0     | 0         | 0         | 0      | 0      | 29    | 11    |
| Венеция          | Итого            | Итого            | 29        | 11        | 0     | 0     | 0         | 0         | 0      | 0      | 29    | 11    |
| Аталанта         | Серия A          | 1995/96          | 19        | 7         | 2     | 2     | 0         | 0         | 0      | 0      | 21    | 9     |
| Аталанта         | Итого            | Итого            | 19        | 7         | 2     | 2     | 0         | 0         | 0      | 0      | 21    | 9     |
| Ювентус          | Серия A          | 1996/97          | 23        | 8         | 5     | 1     | 9         | 5         | 0      | 0      | 37    | 14    |
| Ювентус          | Итого            | Итого            | 23        | 8         | 5     | 1     | 9         | 5         | 0      | 0      | 37    | 14    |
| Атлетико Мадрид  | Примера          | 1997/98          | 24        | 24        | 0     | 0     | 7         | 5         | 0      | 0      | 31    | 29    |
| Атлетико Мадрид  | Итого            | Итого            | 24        | 24        | 0     | 0     | 7         | 5         | 0      | 0      | 31    | 29    |
| Лацио            | Серия A          | 1998/99          | 22        | 12        | 2     | 1     | 4         | 1         | 0      | 0      | 28    | 14    |
| Лацио            | Итого            | Итого            | 22        | 12        | 2     | 1     | 4         | 1         | 0      | 0      | 28    | 14    |
| Интернационале   | Серия A          | 1999/00          | 19        | 13        | 5     | 5     | 0         | 0         | 1      | 0      | 25    | 18    |
| Интернационале   | Серия A          | 2000/01          | 27        | 18        | 0     | 0     | 5         | 1         | 0      | 0      | 32    | 19    |
| Интернационале   | Серия A          | 2001/02          | 25        | 22        | 1     | 0     | 2         | 3         | 0      | 0      | 28    | 25    |
| Интернационале   | Серия A          | 2002/03          | 23        | 24        | 0     | 0     | 14        | 3         | 0      | 0      | 37    | 27    |
| Интернационале   | Серия A          | 2003/04          | 22        | 13        | 1     | 0     | 9         | 4         | 0      | 0      | 32    | 17    |
| Интернационале   | Серия A          | 2004/05          | 27        | 13        | 3     | 3     | 6         | 1         | 0      | 0      | 36    | 17    |
| Интернационале   | Итого            | Итого            | 143       | 103       | 10    | 8     | 36        | 12        | 1      | 0      | 190   | 123   |
| Милан            | Серия A          | 2005/06          | 8         | 1         | 1     | 1     | 5         | 0         | 0      | 0      | 14    | 2     |
| Милан            | Итого            | Итого            | 8         | 1         | 1     | 1     | 5         | 0         | 0      | 0      | 14    | 2     |
| Монако           | Лига 1           | 2005/06          | 7         | 3         | 0     | 0     | 2         | 1         | 2      | 1      | 11    | 5     |
| Монако           | Итого            | Итого            | 7         | 3         | 0     | 0     | 2         | 1         | 2      | 1      | 11    | 5     |
| Аталанта         | Серия A          | 2006/07          | 7         | 2         | 0     | 0     | 0         | 0         | 0      | 0      | 7     | 2     |
| Аталанта         | Итого            | Итого            | 7         | 2         | 0     | 0     | 0         | 0         | 0      | 0      | 7     | 2     |
| Фиорентина       | Серия A          | 2007/08          | 26        | 6         | 1     | 0     | 12        | 3         | 0      | 0      | 39    | 9     |
| Фиорентина       | Итого            | Итого            | 26        | 6         | 1     | 0     | 12        | 3         | 0      | 0      | 39    | 9     |
| Аталанта         | Серия A          | 2008/09          | 9         | 2         | 0     | 0     | 0         | 0         | 0      | 0      | 9     | 2     |
| Аталанта         | Итого            | Итого            | 9         | 2         | 0     | 0     | 0         | 0         | 0      | 0      | 9     | 2     |
| Всего за карьеру | Всего за карьеру | Всего за карьеру | 374       | 194       | 24    | 14    | 75        | 27        | 3      | 1      | 476   | 236   |

## Достижения

### Командные
«Торино»
- Обладатель Кубка Италии: 1992/93

«Ювентус»
- Чемпион Италии: 1996/97
- Обладатель Межконтинентального кубка: 1996
- Обладатель Суперкубка УЕФА: 1996

«Лацио»
- Обладатель Суперкубка Италии: 1998
- Обладатель Кубка Кубков: 1998/99

«Интернационале»
- Обладатель Кубка Италии: 2004/05

Сборная Италии (до 21 года)
- Чемпион Европы U-21 (2): 1994, 1996

### Личные
- Футболист года в Италии (Игрок сезона Серии А): 1999
- Футболист года в Италии по версии Guerin Sportivo: 2002
- Лучший бомбардир чемпионата Испании: 1998
- Лучший бомбардир чемпионата Италии: 2003
- Обладатель «Серебряной бутсы» чемпионата мира: 1998[5]
- Итальянский футболист года (2): 1999, 2002
- Включён в список ФИФА 100
- Входит в состав символической сборной Европы по версии ESM (2): 1998, 2003
- В 1999 году его трансфер из Лацио в Интер за 90 миллиардов лир ($48,5 миллионов) сделал его самым дорогим игроком мира
- Рекордсмен Серии А по количеству голов, забитых головой (более 50 мячей)
- Рекордсмен сборной Италии по количеству голов на чемпионатах мира: 9 голов[6]
- Включён в список величайших футболистов XX века по версии World Soccer

## Бизнес
В 2003 году Вьери вместе со своим другом Паоло Мальдини вложил деньги в создание новой линии одежды Sweet Years.
У Вьери также есть ресторан с баром под названием Baci e Abbracci (Поцелуи и объятия), которым он владеет вместе со своим другом Кристианом Брокки.